# Überschwängerung
Als Überschwängerung, Mehrfachbefruchtung oder Nachbefruchtung, fachsprachlich Superfekundation oder Superfecundatio genannt, wird bei Menschen und bei anderen Säugetieren die Befruchtung einer zweiten Eizelle noch im selben Menstruationszyklus durch einen zweiten Begattungsakt bezeichnet.
Die Folge kann die Austragung einer zwei- oder mehreiigen Zwillings- oder Mehrlingsschwangerschaft, teilweise auch mit unterschiedlichen Vätern, sein. Bei polygamen Säugetieren führt eine Überschwängerung in der Regel zu Würfen mit mehreren Vätern.
Im Corpus Hippocraticum ist eine Schrift Über die Überschwängerung aus der griechischen Antike überliefert.
In den Medien finden sich Berichte über Frauen, die wegen einer Fehlbildung über zwei Uteri verfügen und gleichzeitig in beiden schwanger gewesen sein sollen – teilweise in einem davon mit Zwillingen. In einem Fall in Bangladesch soll dies mangels finanzieller Mittel für Ultraschalluntersuchungen nicht entdeckt worden sein und 26 Tage zwischen den Entbindungen gelegen haben.